# Wojciech Kusociński
Wojciech Kusociński (ur. 1790 we Włocławku) – urzędnik, prezydent Włocławka w latach 1834–1837.